# とびだせものまね大作戦
『とびだせものまね大作戦』（とびだせものまねだいさくせん）は、1981年10月から1983年2月までフジテレビ系列局で放送されていたフジテレビ製作の歌謡バラエティ番組である。その後も1983年5月9日から同年9月19日まで『もっとものまねショー』と題して放送されていた。

## 概要
1970年代に『金曜ファミリーアワー』で放送されていたものまね番組『紅白ものまね歌合戦』を、1980年代に入ってから単独番組として復活させたものである。

## 放送時間
いずれも日本標準時。
- 木曜 19:30 - 20:00 （とびだせものまね大作戦）
- 月曜 19:00 - 19:30 （もっとものまねショー）

## 出演者

### 司会
- 原田伸郎（あのねのね）
- 清水國明（あのねのね）
- 坂上二郎（コント55号）

### レギュラー
- 川口みつる
- コロッケ

### ゲスト
- 近藤伸明（後のBro.KONE）
- ほか

## スタッフ
- プロデューサー：中村亮介、久保田逸博
- 演出：木村忠寛
- 構成：玉井冽、鈴木桂、小高浩（後の矢頭浩）
- 音楽：甲斐正人
- 演奏：小野満とスウィングビーバーズ
- タイトル：藤沢良昭
- 制作著作：フジテレビ

| フジテレビ系列 木曜19:30枠 | フジテレビ系列 木曜19:30枠                            | フジテレビ系列 木曜19:30枠                          |
| 前番組 | 番組名                                                | 次番組                                              |
| --- | ----------------------------------------------------- | --------------------------------------------------- |
| 逆転!クイズジャック（木曜） （1981年6月11日 - 1981年9月24日） ※19:30 - 19:45スター千一夜（木曜） （1969年10月2日 - 1981年9月24日） ※19:45 - 20:00 | とびだせものまね大作戦 （1981年10月 - 1983年2月）     | みゆき （1983年3月31日 - 1983年12月22日）           |
| フジテレビ系列 月曜19:00枠 |                                                       |                                                     |
| エプロンおばさん（フジテレビ版） （1983年4月4日 - 1983年5月2日）                                                                                  | もっとものまねショー （1983年5月9日 - 1983年9月19日） | GOGOギネス世界一 （1983年10月10日 - 1984年1月23日） |